# Isolotto dei Sorci (Elafiti)
L'isolotto dei Sorci, Misgnach o Misgniak (in croato Mišnjak) è un piccolo isolotto della Croazia, dell'arcipelago delle isole Elafiti. È situato a nord di Giuppana, di fronte alla costa dalmata a sud-ovest del porto di Slano (luka Slano). Amministrativamente, appartiene alla città di Ragusa (Dubrovnik) nella regione raguseo-narentana.

## Geografia
L'isolotto si trova 180 m circa a nord di punta dei Sorci (rt Stari brod), l'estremità nord-ovest di Giuppana; ha una superficie di 0,025 km², lo sviluppo costiero di 0,64 km e l'altezza di 13,4 m.

### Isole adiacenti
- Taian, 2,3 km[2] a ovest.
- Cerquina, 1,5 km[2] a sud-ovest.

### Cartografia
- (HR) Mappa topografica della Croazia 1:25000, su preglednik.arkod.hr. URL consultato il 17 luglio 2017.
- G. Giani, Carta prospettiva delle Comuni censuarie della Dalmazia, foglio 12, 1839. Fondo Miscellanea cartografica catastale, Archivio di Stato di Trieste.
- Carta di cabottaggio del mare Adriatico, foglio XI, Milano, Istituto geografico militare, 1822-1824. URL consultato il 16 febbraio 2017 (archiviato dall'url originale il 13 aprile 2013).